# مقياس الرطوبة

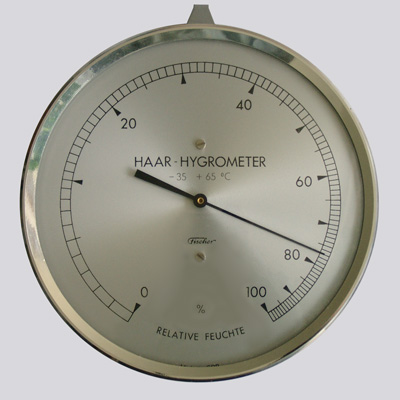
صورة لجهاز قياس الرطوبة قبل 15 عام

المِرطَاب (جمع: مراطيب) أو مقياس الرطوبة هو أداة قياس النسبة المئوية للماء في مادة معينة. وتحدد هذه المعلومات ما إذا كانت المادة جاهزة للاستخدام، أو أصبحت رطبة أو جافة بشكلٍ مفاجئ، أو إذا كانت في حاجة للمزيد من الفحص.
وتتميز المنتجات الخشبية والورقية بحساسية عالية لمحتوى الرطوبة بها. كما تتأثر الخواص المادية بشدة بمحتوى الرطوبة. وكذلك قد يتسبب محتوى الرطوبة في تغير أبعاد المواد.

## مقاييس الرطوبة في الخشب
قد يبلغ محتوى الرطوبة (MC) في جذوع الأشجار حديثة القطع نسبة 80% أو أكثر، اعتمادًا على أنواع الشجر. ويتم تجفيف معظم الخشب قبل استخدامه؛ بسبب إمكانية تقلصه أو انشطاره أو انثنائه أو غير ذلك. وفي الغالب يتم التجفيف باستخدام الأفران، ويمكن أيضًا اللجوء لطريقة التجفيف الهوائي، غير أنّها أكثر بطئًا. وفي عدة مناطق في الولايات المتحدة، تبلغ نسبة محتوى الرطوبة الذي يمكن الحصول عليه من خلال التجفيف الهوائي حوالي من 12 إلى 15 في المائة. وتزيد هذه النسبة إلى 20% في المواد المجففة هوائيًا بعد استخدامها.
تتم مراقبة عملية الجفاف في الأفران بمرطاب معين. وتقيس مقاييس الرطوبة كمية الماء الموجودة في الخشب، ما يمكن حرفي الأخشاب من تحديد مدى صلاحيتها للغرض. وينبغي غالبًا على مفتشي المباني وآخرين كثيرين مثل النجارين وهواة الأخشاب، وحرفيي الأخشاب امتلاك مقاييس للرطوبة. على سبيل المثال، ينبغي على عمال تركيب الأرضيات الخشبية التأكيد من أنّ محتوى الرطوبة في الخشب يتطابق مع رطوبة هواء المبنى. وقد يتسبب إغفال هذه الخطوة في عدد كبير من المشكلات مثل: تصدع الخشب وتقوسه وتحدبه والتوائه وانغمار وصلاته وتكسر نهاياته.
وتتخطى المشكلات التي يسببها الاختلاف في مستويات محتوى الرطوبة في الخشب.مجرد الانكماش في أبعاد أجزاء الخشب. وتحدث مشكلات تشوه شكل الخشب، مثل انثناء الخشب واعوجاجه وتقوسه، بسبب التباين في مستويات تغير أبعاد خلايا الخشب، بشكل مماسي (عمودي على تعرق الخشب وموازي لحلقات النمو) في مقابل التغير بشكل قطري (عمودي على حلقات النمو).
ويتفاوت المقدار الإجمالي للانكماش في الخشب المنشور الخاضع لعملية التجفيف بين أنواع الخشب المختلفة. كما تتفاوت كذلك نسبة الاختلاف بين الانكماش القطري والمماسي من نوع إلى آخر. تكون أنواع الاخشاب ذات نسبة الانكماش المماسي الضئيلة بالنسبة للانكماش القطري، مثل الساج والماهوجني، أقل عرضة للتشوه نتيجة للتغير في محتوى الرطوبة من الأخشاب ذات نسبة الانكماش المماسي المرتفعة، مثل الصنوبر الأبيض الشرقي وأنواع بعينها من البلوط، وتتميز الأنواع ذات النسبة المنخفضة من الانكماش إجمالاً أو نسبة منخفضة من الانكماش المماسي أو القطري بطبيعة أكثر استقرارًا، كما تتفاعل بصورة أفضل مع التغيرات في محتوى الرطوبة.
يعد المحتوى الرطوبي التعادلي (EMC) الحالة المثالية للخشب المستخدَم في صناعة الأثاث وللأرضيات الخشبية والخشب المستخدم في التشييد وكافة مشاريع أعمال البناء. وهو يعني أن الخشب في حالة توازن نسبية مع رطوبة البيئة المحيطة، لهذا لا يفقد أو يكتسب أي محتوى رطوبة. غير أنه يندر للغاية في الحياة الواقعية أن تحافظ البيئة على مقدار ثابت من الرطوبة النسبية، ويتوقع وجود مستوى تغير في أبعاد الخشب مع التغيرات الموسمية في الرطوبة.
يعطي المرطاب قراءة تقريبية لنسبة محتوى الرطوبة في الخشب. وتساعد القراءة في تحديد ما إذا كان الخشب جافًا بما يتناسب مع الغرض منه. كما تساعد قراءة محتوى الرطوبة في تصميم المشروعات للتواؤم مع التغيرات المستقبلية في الأبعاد نتيجة للتغير في الرطوبة النسبية.
يتوفر فقط نوعان أساسيان من مقاييس الرطوبة للأشغال الخشبية النمطية. أحدهما يقيس المقاومة الكهربية لأنسجة الخشب، والتي تنخفض بطريقة مطردة مع ارتفاع نسبة محتوى الرطوبة في الخشب. وبفضل نوع المقاومة الكهربائية لمقياس الرطوبة، يتم غرس قطبين كهربيين في أنسجة الخشب، وتظهر المقاومة الكهربائية كمحتوى رطوبة على مخرجات الجهاز الإلكترونية أو الاتصالية. يعتمد النوع الثاني من مقاييس الرطوبة على خواص العزل الكهربائي للخشب، ويتطلب فقط اتصالاً سطحيًا بالخشب.

## مقياس أسمان للرطوبة
مرطاب أسمان Assman psychrometer هو جهاز يستخدم لقياس الرطوبة النسبية, يتألف من ميزاني حرارة وأحدهما رطب والاخر جاف، وعلى ضوء الفرق بين القرائتين في الميزانين وباستخدام جداول خاصة لذلك، يمكن حساب قيمة الرطوبة النسبية.